# Pontia protodice
Espèce
Pontia protodice, la Piéride damier, est une espèce d'insectes lépidoptères (papillons) de la famille des Pieridae, de la sous-famille des Pierinae et du genre Pontia.

## Dénomination
Pontia protodice (Boisduval et Leconte, 1830)
Synonymes : Pieris protodice Boisduval et Leconte, [1830] ; Pieris vernalis Edwards, 1864 ; Pieris nasturtii Edwards, 1864 ; Pontia protodice vernalis Dyar, 1903.

### Noms vernaculaires
Pontia protodice se nomme la Piéride damier en français et Checkered White ou  Southern Cabbage Butterfly en anglais.

## Description
Ce papillon blanc de taille moyenne (son envergure varie de 38 à 63 mm) présente un dessus blanc. Chez le mâle il n'est marqué que de discrètes taches marron ou noires à l'apex des antérieures alors que les femelles sont plus largement ornées de taches grises. Il est marqué aux antérieures d'une tache discoïdale noire. Le revers est de couleur blanche avec la même ornementation,.

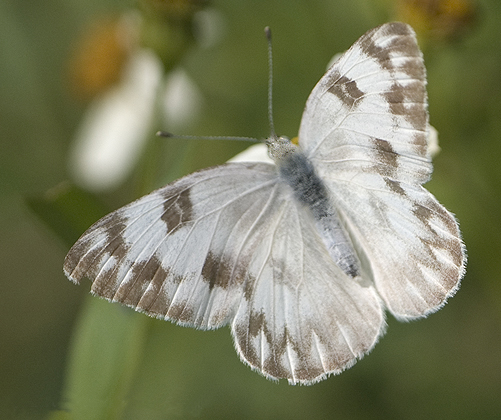
Femelle de Pontia protodice.

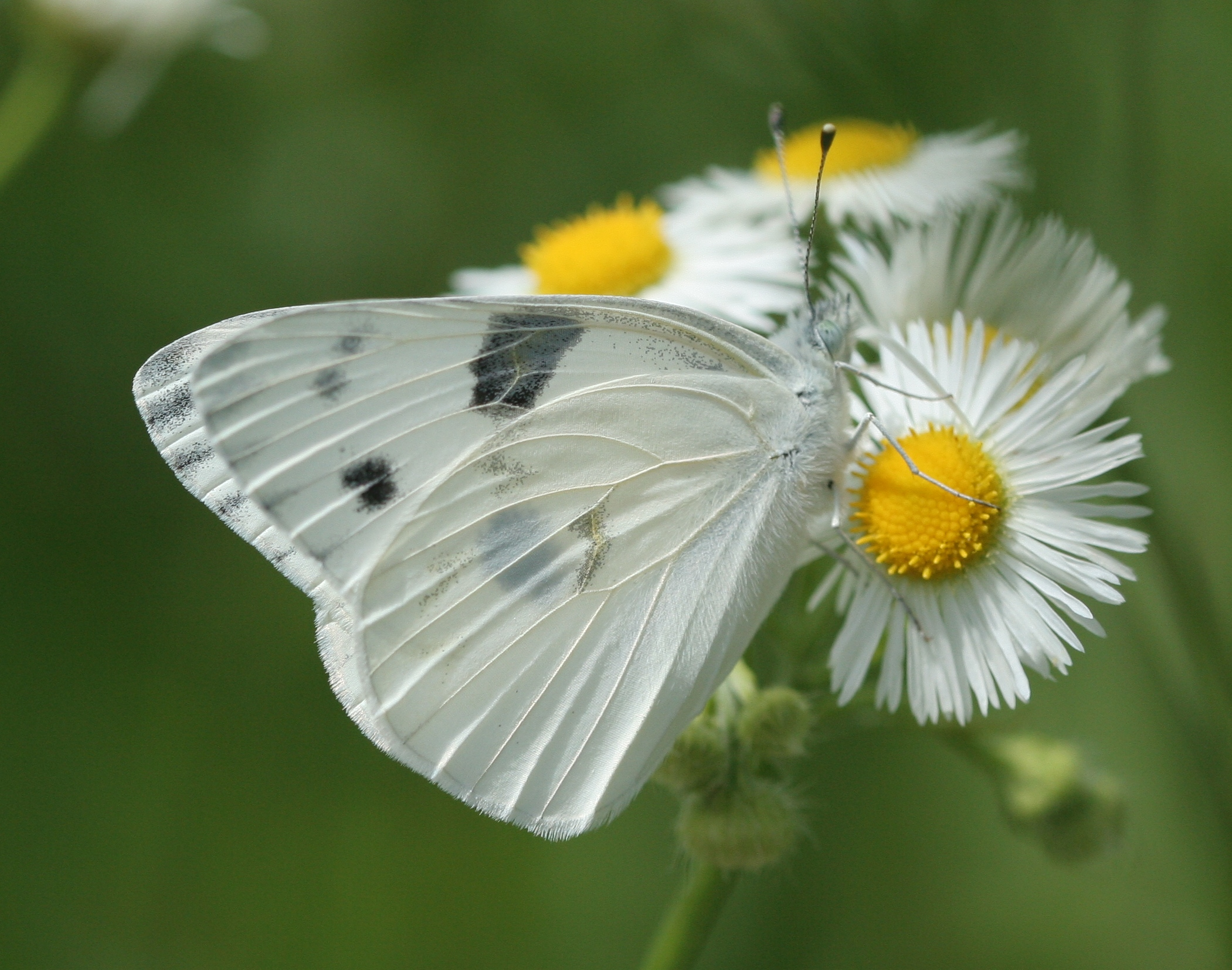
Revers de Pontia protodice.

## Chenille
La chenille, de couleur verte piquetée de petits points noirs, est ornée d'étroites bandes jaune.

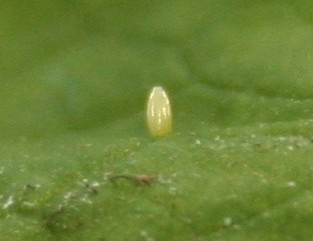
Œuf
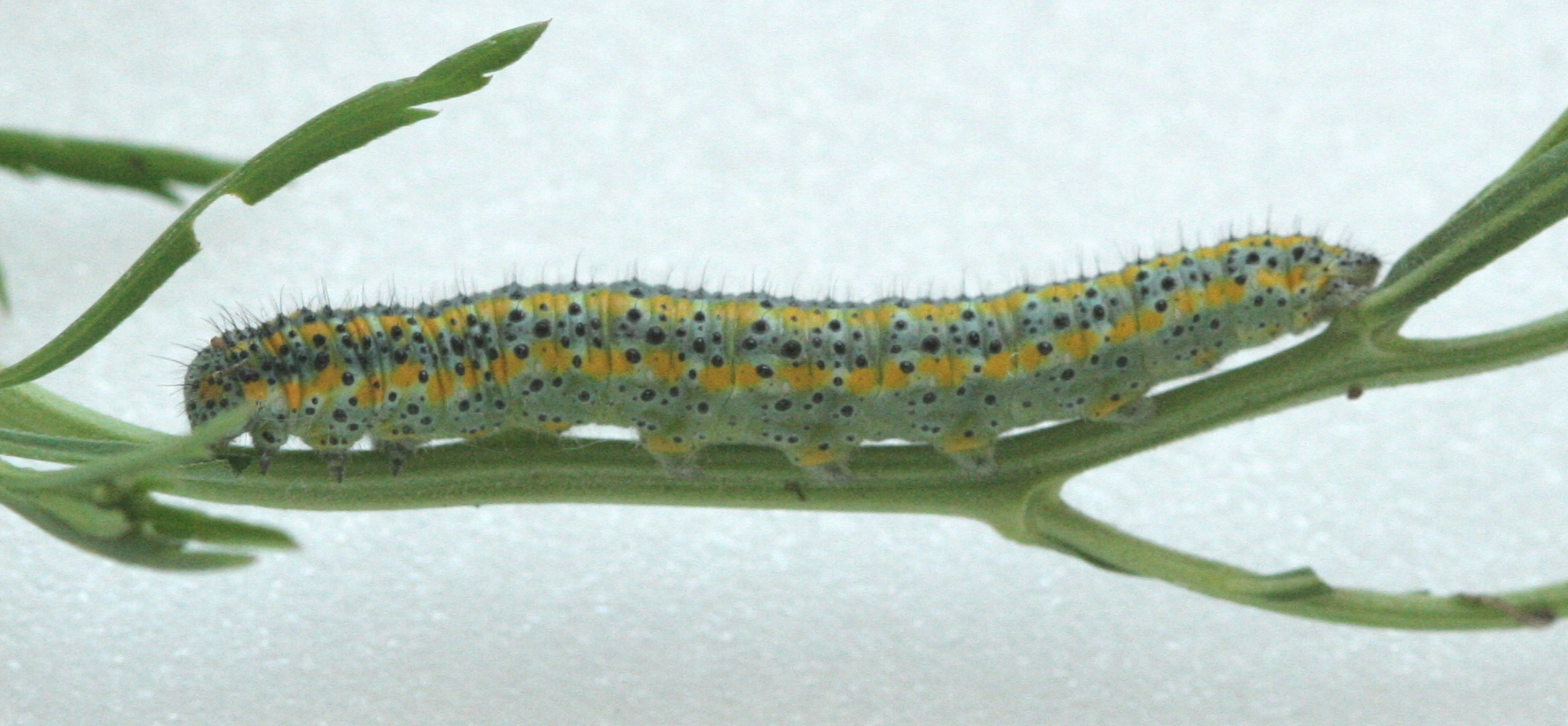
Chenille
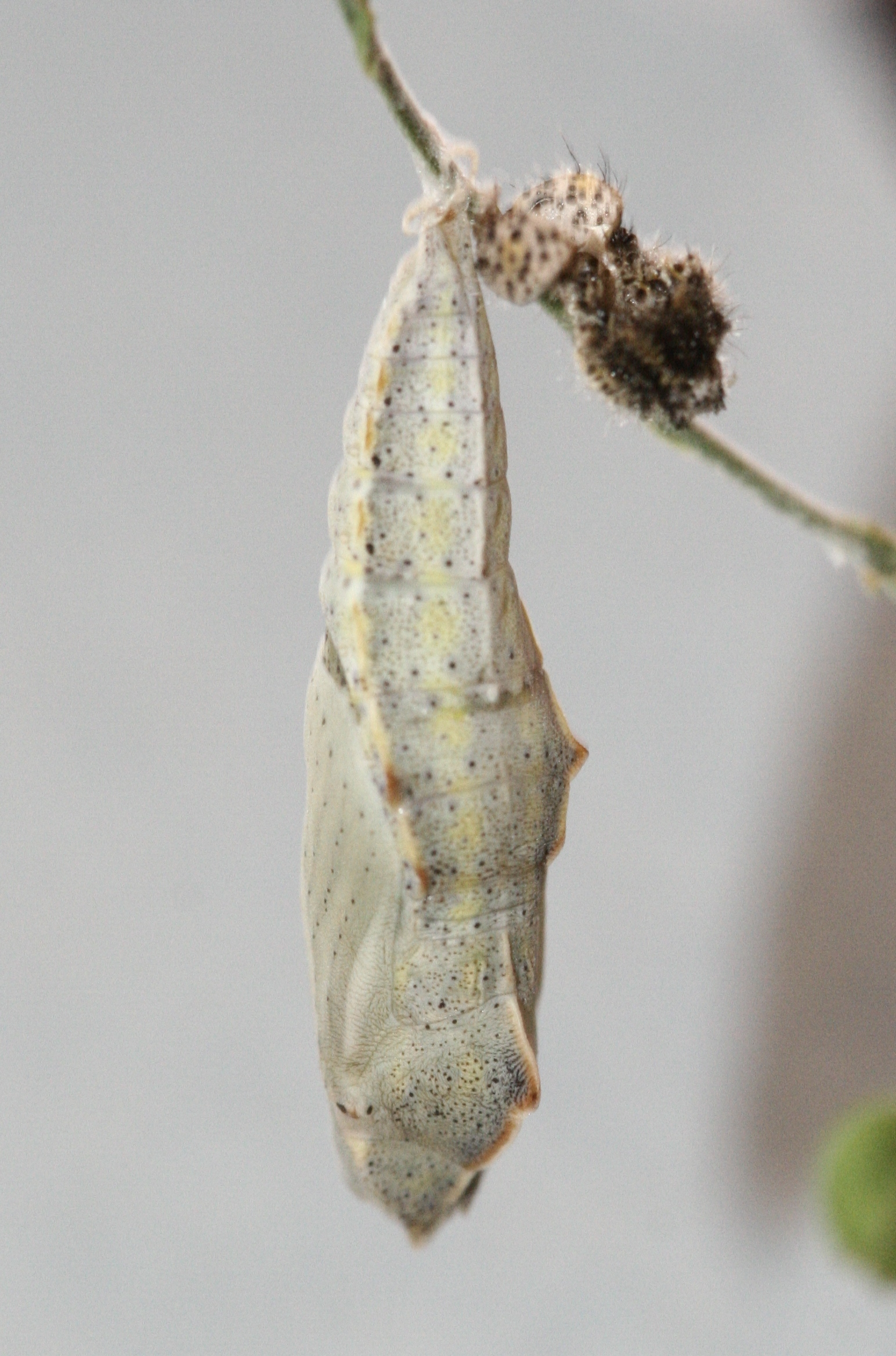
Chrysalide

## Biologie
Il est résident, résident temporaire ou migrateur suivant les régions et l'altitude. Ainsi il ne peut survivre à la rigueur des hivers en Alberta où il est pourtant présent chaque été.

### Période de vol et hivernation
L'imago vole toute l'année au Mexique et dans le sud des États-Unis, en trois ou quatre générations  de mars à novembre ou uniquement deux durant la saison chaude au nord des États-Unis et au Canada  en juin-juillet puis août-septembre,,.
Il hiberne au stade de chrysalide.

### Plantes hôtes
Les plantes hôtes de sa chenille sont des Brassicaceae (crucifères), des Capparaceae : des Cleome.

## Écologie et distribution
Il est présent, comme résident ou comme migrateur dans toute l'Amérique du Nord: au Canada, aux États-Unis, au Mexique et au Guatemala,.

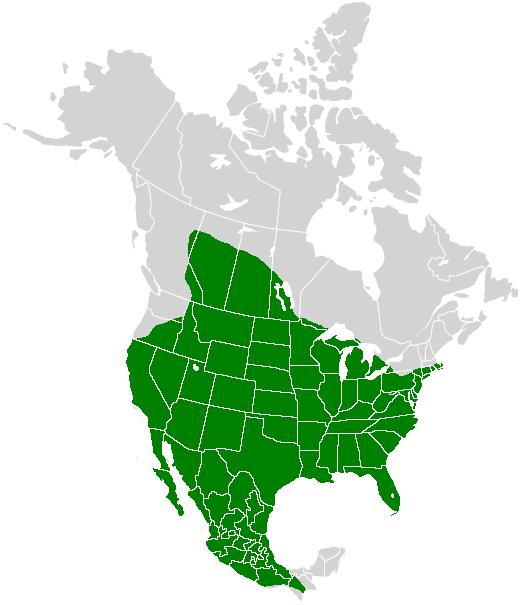
Carte de résidence.

### Biotope
Il réside dans les champs, les friches, au bord des routes.

## Protection
Pas de statut de protection particulier.